# غالوسيانين
غالوسيانين هو مركب كيميائي عضوي، يُصطنع من حمض الغاليك ومشتق نتروزو اللأنيلين، وهو على هيئة بلورات خضراء تنحل في الغَوْل وفي حمض الأسيتيك الجليدي وحمض الهيدروكلوريك المركز، وفي الكربونات القلوية، يُستعمل صباغاً ومرسِّخاً في صباغة الصوف والقطن. ويستخدم لتحضير بقع الغالوسيانين التي تستخدم في تحديد الأحماض النووية.